# Diócesis de Dipólog
La diócesis de Dipólog (en latín: Dioecesis Dipologana, en inglés: Roman Catholic Diocese of Dipolog y en cebuano: Diyosesis sa Dipolog) es una circunscripción eclesiástica de la Iglesia católica en Filipinas. Se trata de una diócesis latina, sufragánea de la arquidiócesis de Ozámiz. Desde el 25 de julio de 2014 su obispo es Severo Cagatan Caermare.

## Territorio y organización
La diócesis tiene 7301 km² y extiende su jurisdicción sobre los fieles católicos de rito latino residentes en la provincia de Zamboanga del Norte de la región de la Península de Zamboanga en la isla de Mindanao.
La sede de la diócesis se encuentra en la ciudad de Dipólog, en donde se halla la Catedral de Nuestra Señora del Santo Rosario. En Siari, en el municipio de Sindangan, se halla el santuario diocesano de la Divina Misericordia.
En 2021 en la diócesis existían 38 parroquias agrupadas en tres vicariatos..
La patrona de la diócesis es Nuestra Señora del Santísimo Rosario.

## Historia
La diócesis fue erigida el 31 de julio de 1967 con la bula Quantum prosit del papa Pablo VI, obteniendo el territorio de la arquidiócesis de Zamboanga, de la que originalmente era sufragánea.
En 1980 se inauguró el seminario diocesano Cor Jesu.
El 24 de enero de 1983 pasó a formar parte de la provincia eclesiástica de la arquidiócesis de Ozámiz.
La diócesis está comprometida con el desarrollo humano integral a través del empoderamiento de la comunidad, la reconciliación nacional, el diálogo y el ecumenismo, y la protección del medio ambiente.

## Estadísticas
Según el Anuario Pontificio 2022 la diócesis tenía a fines de 2021 un total de 748 200 fieles bautizados.
| Año                                                                             | Población            | Población | Población      | Sacerdotes | Sacerdotes    | Sacerdotes    | Bautizados por sacerdote | Diáconos permanentes | Religiosos | Religiosos | Parroquias |
| Año                                                                             | Bautizados católicos | Total     | % de católicos | Total      | Clero secular | Clero regular | Bautizados por sacerdote | Diáconos permanentes | Varones    | Mujeres    | Parroquias |
| ------------------------------------------------------------------------------- | -------------------- | --------- | -------------- | ---------- | ------------- | ------------- | ------------------------ | -------------------- | ---------- | ---------- | ---------- |
| 1970                                                                            | 341 158              | 386 000   | 88.4           | 20         | 18            | 2             | 17 057                   |                      | 2          | 14         | 15         |
| 1980                                                                            | 434 000              | 536 000   | 81.0           | 36         | 30            | 6             | 12 055                   |                      | 12         | 18         | 20         |
| 1990                                                                            | 540 000              | 720 000   | 75.0           | 42         | 38            | 4             | 12 857                   |                      | 7          | 18         | 29         |
| 1998                                                                            | 900 300              | 990 900   | 90.9           | 55         | 49            | 6             | 16 369                   | 2                    | 7          | 14         | 33         |
| 2001                                                                            | 793 520              | 991 900   | 80.0           | 51         | 48            | 3             | 15 559                   |                      | 4          | 26         | 33         |
| 2002                                                                            | 653 318              | 823 130   | 79.4           | 56         | 53            | 3             | 11 666                   |                      | 10         | 26         | 33         |
| 2003                                                                            | 688 100              | 853 875   | 80.6           | 55         | 52            | 3             | 12 510                   | 1                    | 10         | 26         | 33         |
| 2004                                                                            | 663 000              | 823 130   | 80.5           | 55         | 52            | 3             | 12 054                   | 1                    | 10         | 26         | 33         |
| 2006                                                                            | 689 000              | 855 000   | 80.6           | 64         | 61            | 3             | 10 765                   | 1                    | 15         | 24         | 34         |
| 2013                                                                            | 787 000              | 977 000   | 80.6           | 68         | 67            | 1             | 11 573                   | 1                    | 13         | 45         | 40         |
| 2016                                                                            | 568 973              | 974 132   | 58.4           | 68         | 68            |               | 8367                     |                      | 11         | 43         | 40         |
| 2019                                                                            | 614 715              | 1 027 570 | 59.8           | 84         | 84            |               | 7318                     |                      | 12         | 38         |            |
| 2021                                                                            | 748 200              | 1 056 000 | 70.9           | 93         | 93            |               | 8045                     |                      | 12         | 38         |            |
| Fuente: Catholic-Hierarchy, que a su vez toma los datos del Anuario Pontificio. |                      |           |                |            |               |               |                          |                      |            |            |            |

## Episcopologio
- Felix Sanchez Zafra † (31 de julio de 1967-20 de octubre de 1986 nombrado obispo de Tagbilaran)
- Jose Ricare Manguiran (27 de mayo de 1987-25 de julio de 2014 retirado)
- Severo Cagatan Caermare, desde el 25 de julio de 2014